# Hans Aebli
Hans Aebli (* 6. August 1923 in Zürich; † 26. Juli 1990 in Burgdorf) war ein Schweizer Pädagoge, Psychologe und Hochschullehrer. 

## Leben
Aebli erwarb in Zürich zunächst das Primarlehrerpatent. Anschliessend studierte er Psychologie, Pädagogik und Philosophie an der Universität Genf, wo er 1951 bei Jean Piaget promovierte. Von 1950 bis 1962 arbeitete er als Mittelschullehrer am Zürcher Oberseminar in der Lehrerausbildung. 1962 wurde er nach seiner Habilitation als Professor an die Freie Universität Berlin berufen, 1966 an die Universität Konstanz, 1971 als Direktor der Abteilung Pädagogische Psychologie an die  Universität Bern. Dort lehrte er bis zur Emeritierung 1988. Aebli förderte die Professionalisierung der Lehrerbildung in der Schweiz. 
Er erhielt die Ehrendoktorate der Universität Turku und der Pädagogische Hochschule Kiel.
Gegen Ende des Lebens wanderte Aebli mit seiner Gattin über den Jakobsweg nach Santiago de Compostela und verfasste anschliessend darüber einen viel beachteten Bericht.

## Wissenschaftliches Werk
Aebli hat die Theorie des schulischen Lehrens und Lernens auf der Grundlage einer kognitionspsychologisch gestützten Didaktik entwickelt. Die Zusammenhänge zwischen Pädagogik und Psychologie erklärt er in Denken: Das Ordnen des Tuns (1980/81). 
Mit der Geschichte der Gestaltpsychologie beginnt der erste Band und führt über Otto Selz, Edward Tolman, Frederic Charles Bartlett und Piaget auf die Forschung zum semantischen Gedächtnis und zur Linguistik (Noam Chomsky, Fillmores Konstruktionsgrammatik). Im zweiten Band entwickelt Aebli seine eigene Handlungstheorie. Zentrale Begriffe sind hier beispielsweise das Problemlösen, die Begriffsbildung sowie die kognitiven Schemata.
Aeblis Zwölf Grundformen des Lehrens (1983) enthalten methodisch-didaktische Grundlagen zur Unterrichtsplanung, angefangen von den fünf Medien Erzählen, Zeigen, Anschauen, Lesen, Schreiben über die drei Gegenstandsstrukturen Handlung, Operation, Begriff bis zu den vier Prozessfunktionen Problemlösen, Durcharbeiten, Üben/Wiederholen und Anwenden.
Aebli zielt auf einen handlungsorientierten Unterricht ab, in dem die Schülerschaft selbständig das Problemlösen angeht und es schrittweise bewältigt. Er definiert seine Methode des operativen Lernens durch neun Stufen:
- Erfassen des Textes
- Vereinfachen durch Schemata oder Skizzen
- Erkennen der erfassten Elemente
- Relationen zwischen den erfassten Elementen herstellen
- Übertragung in eine angemessene mathematische Sprache
- Formulierung des Problems
- Lösung der Aufgabe
- Interpretation des Ergebnisses
- Variation der Aufgabenstellung

## Schriften
- Didactique psychologique. Application à la didactique de la psychologie de Jean Piaget. Neuchâtel: Delachaux & Niestlé (1951).
  - Deutsch: Psychologische Didaktik. Didaktische Auswertung der Psychologie von Jean Piaget. Stuttgart: Klett, 1963 (Original 1951)
- Über die geistige Entwicklung des Kindes, Habilitation (Zürich 1960), als Buch 1963.
- Denken: das Ordnen des Tuns. Bd. 1: Kognitive Aspekte der Handlungstheorie. Stuttgart: Klett-Cotta (1980). ISBN 978-3608916645
- Denken: das Ordnen des Tuns. Bd. 2: Denkprozesse. Stuttgart: Klett-Cotta (1981).
- Santiago, Santiago… Auf dem Jakobsweg zu Fuß durch Frankreich und Spanien. Stuttgart Klett-Cotta (1990 u.ö.). ISBN 978-3608953961
- Grundformen des Lehrens. Ein Beitrag zur psychologischen Grundlegung der Unterrichtsmethode. Stuttgart: Klett (1961).
- Grundformen des Lehrens. Eine Allgemeine Didaktik auf kognitionspsychologischer Grundlage. Stuttgart: Klett (vollständig überarbeitete, stark erweiterte Neuauflage: 1976).
- Zwölf Grundformen des Lehrens. Eine Allgemeine Didaktik auf psychologischer Grundlage. Stuttgart: Klett-Cotta (1983). ISBN 3-608-93044-2
- Grundlagen des Lehrens (Bd. 2 der „Zwölf Grundformen des Lehrens“). Stuttgart: Klett-Cotta (1987). ISBN 3-608-93116-3